# Jan Cock Blomhoff
Pour les articles homonymes, voir Cock.
Jan Cock Blomhoff (Amsterdam, 5 août 1779 - Amersfoort, 15 août 1853) fut durant la période 1817-1824 le directeur (opperhoofd) de Dejima, la colonie néerlandaise de commerce dans la baie de Nagasaki, au Japon, succédant à Hendrik Doeff.
Quand il vint à Deshima (de nos jours écrit la plupart du temps Dejima), il était accompagné de sa femme Titia, son jeune garçon Johannes et de Petronella Munts, une nourrice néerlandaise. Les femmes et le petit Johannes ne furent pas autorisés à rester au Japon. Mais durant leur court séjour, ils furent de nombreuses fois peints par des artistes japonais qui n'avaient jamais vu de femmes européennes et les peintures furent largement diffusées à travers le Japon.

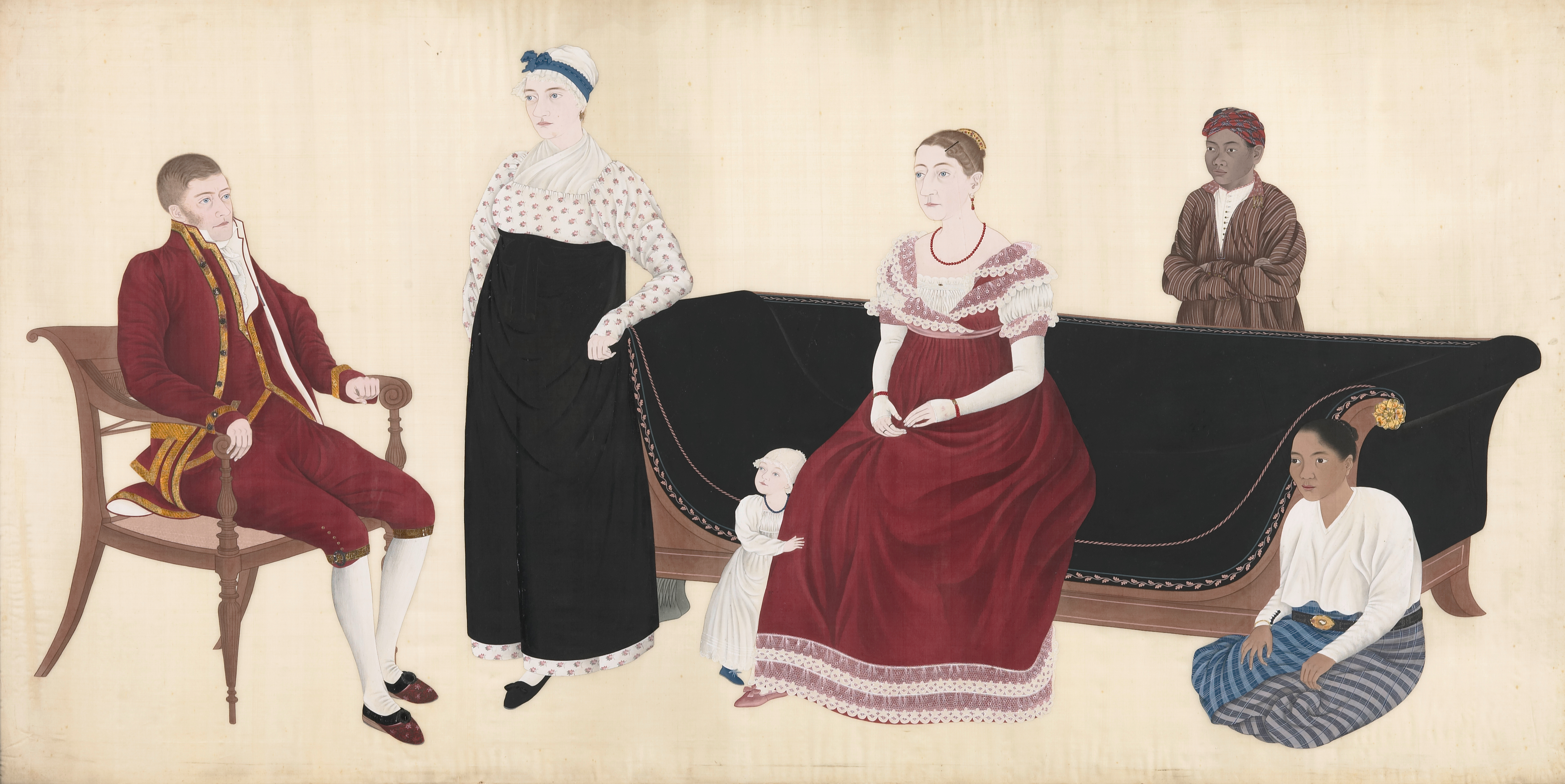
Jan Cock Blomhoff et sa famille au Japon. Peinture japonaise des environs de 1817.